# Paddy Considine
Paddy Considine (* 5. září 1973 Burton, Spojené království) je anglický herec, hudebník, scenárista a režisér, oceněný dvěma cenami BAFTA za filmy Pod psa (2007) a Tyranosaurus (2011). Jako herec je znám především z rolí jako John Hughes ze seriálu Gangy z Birminghamu a Viserys Targaryen ze seriálu Rod draka. Na velkém plátně se objevil ve filmech jako Jednotka příliš rychlého nasazení, U Konce světa nebo Pride.